# Conioselinum smithii
Conioselinum smithii är en växtart i släktet Conioselinum och familjen flockblommiga växter.
Arten är en perenn ört som förekommer i ryska fjärran östern och norra Kina. Den beskrevs först som Ligusticum smithii av Hermann Wolff 1926, och fick sitt nu gällande namn av Michail Pimenov och Jevgenij Kljujkov 2003.